# 紀尾井坂

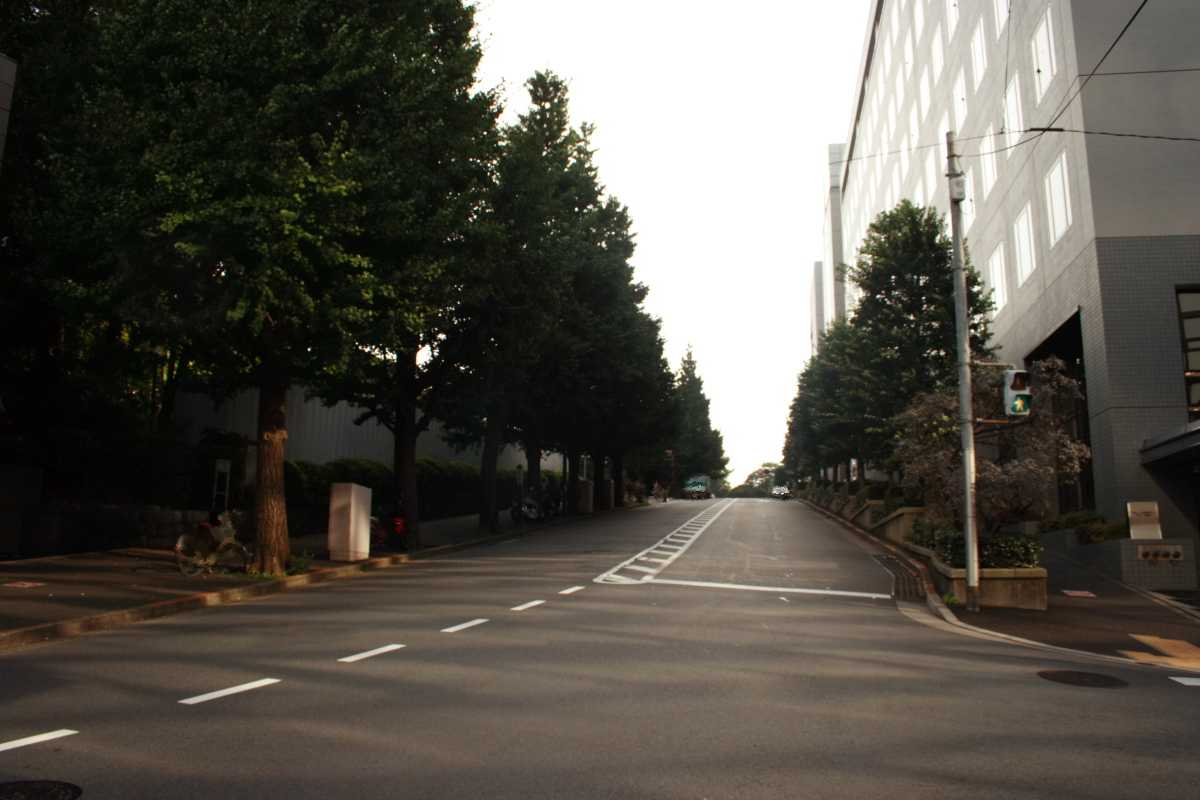
紀尾井坂（坂下から西を望む）

紀尾井坂（きおいざか）は、東京都千代田区にある坂である。清水谷（清水谷公園）から西に上って喰違見附（くいちがいみつけ）に至る全長200mほどの区間で、「清水坂」とも呼ばれる。

## 由来
江戸時代における正式名称は「清水坂」とよばれていた。
当時周辺一帯には大名の江戸藩邸が多くあり、清水坂の南側に紀州徳川家（現在は清水谷公園や東京ガーデンテラス紀尾井町）、北側には尾張徳川家（現在は上智大学）、彦根藩井伊家（現在はホテルニューオータニ）の屋敷が角を接していた。江戸の住人たちは、要となる三家があった坂道であるところから、紀州徳川家の「紀」、尾張徳川家の「尾」、井伊家の「井」のそれぞれ一字ずつを取って「紀尾井坂」とよぶようになる。そして元来の「清水坂」の名称は使われなくなり、「紀尾井坂」の名称はのちに一般に広まっていったものである。
周辺の紀尾井町という町名もこの坂に由来しており、明治維新後に新しい町名を名付けるときに紀尾井坂の愛称から決められたものである。
また、これらの大名の城下町だった和歌山・名古屋・彦根の3都市をまとめて「紀尾井」と呼ぶこともある。

## 地理
1878年（明治11年）5月14日に内務卿大久保利通が旧加賀藩士島田一郎らに暗殺された。紀尾井坂は、この事件が起こった「紀尾井坂の変」のあった場所としてもよく知られている。近くの清水谷公園（大久保邸跡）には「贈右大臣大久保公哀悼碑」（1888年建立）がある。

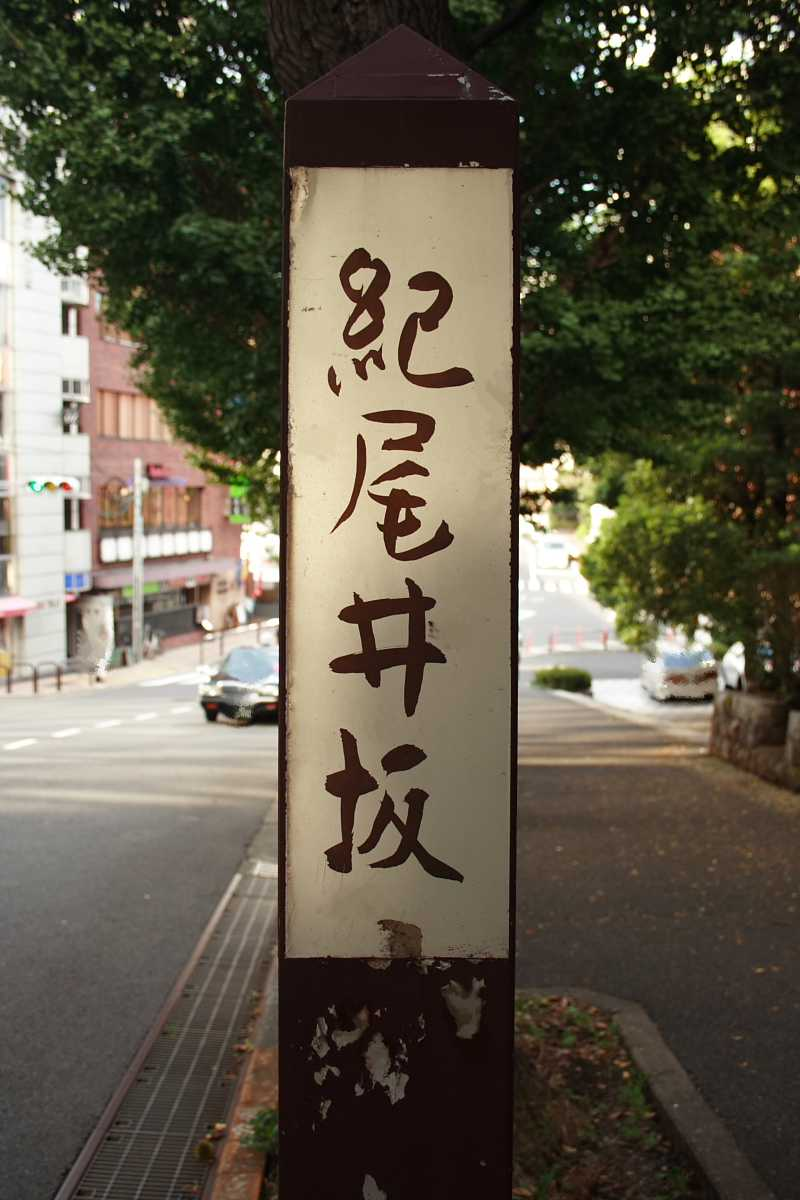
紀尾井坂の標識

紀尾井坂から南に清水谷公園へむかう紀尾井町通りは、都内ではめずらしい八重桜の並木である。
坂の下は清水谷とよばれる谷があり、紀尾井坂は清水谷坂とも接しており、紀尾井坂を下って東に進むと清水谷坂になる。古くは紀尾井坂を「清水谷坂」あるいは「清水坂」と呼んでいた。
坂上の食違見附は江戸の外堀の渡り道が防衛上の理由でジグザグに造られたことから名付けられた。1872年に木戸は取り壊されたが土塁が残っている。1874年にはここで岩倉具視が襲われる事件が起きた（喰違の変）。食違見附の先は紀伊国坂 (港区)（外堀通り）に通じる。

## 紀尾井にまつわる画像

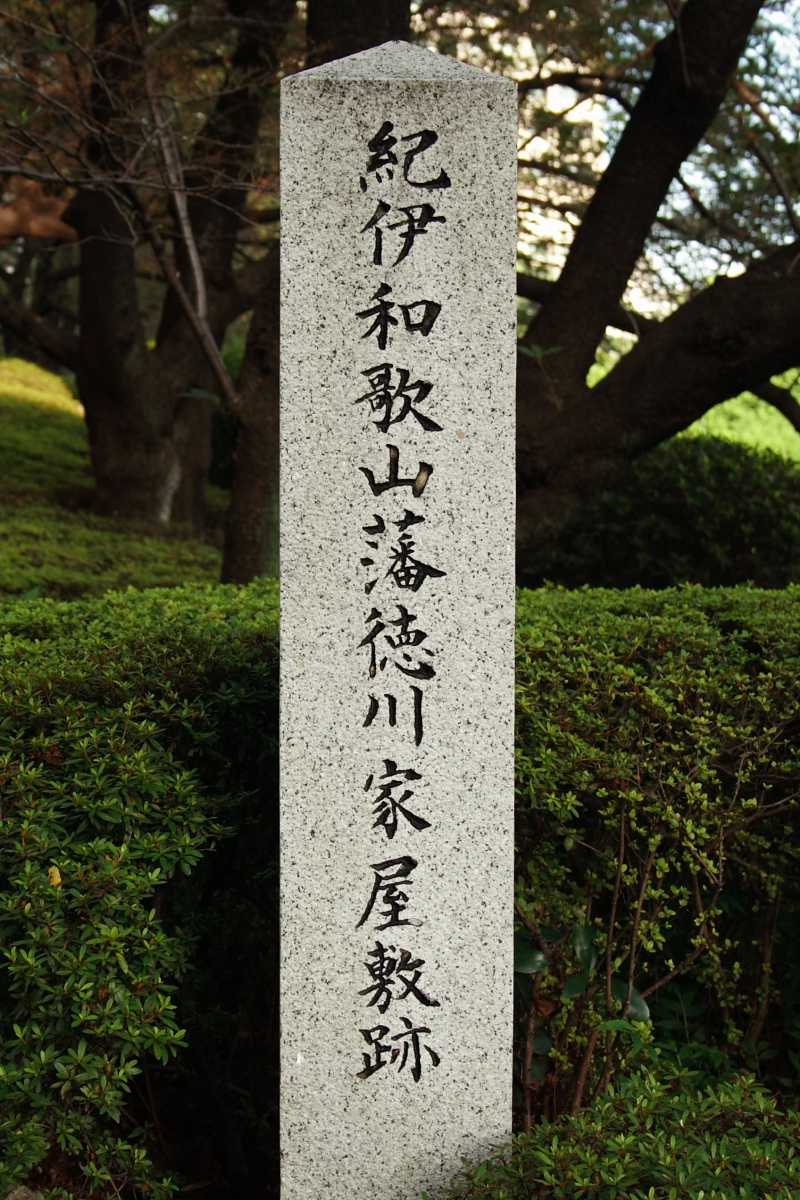
紀州和歌山藩徳川家屋敷跡の石碑
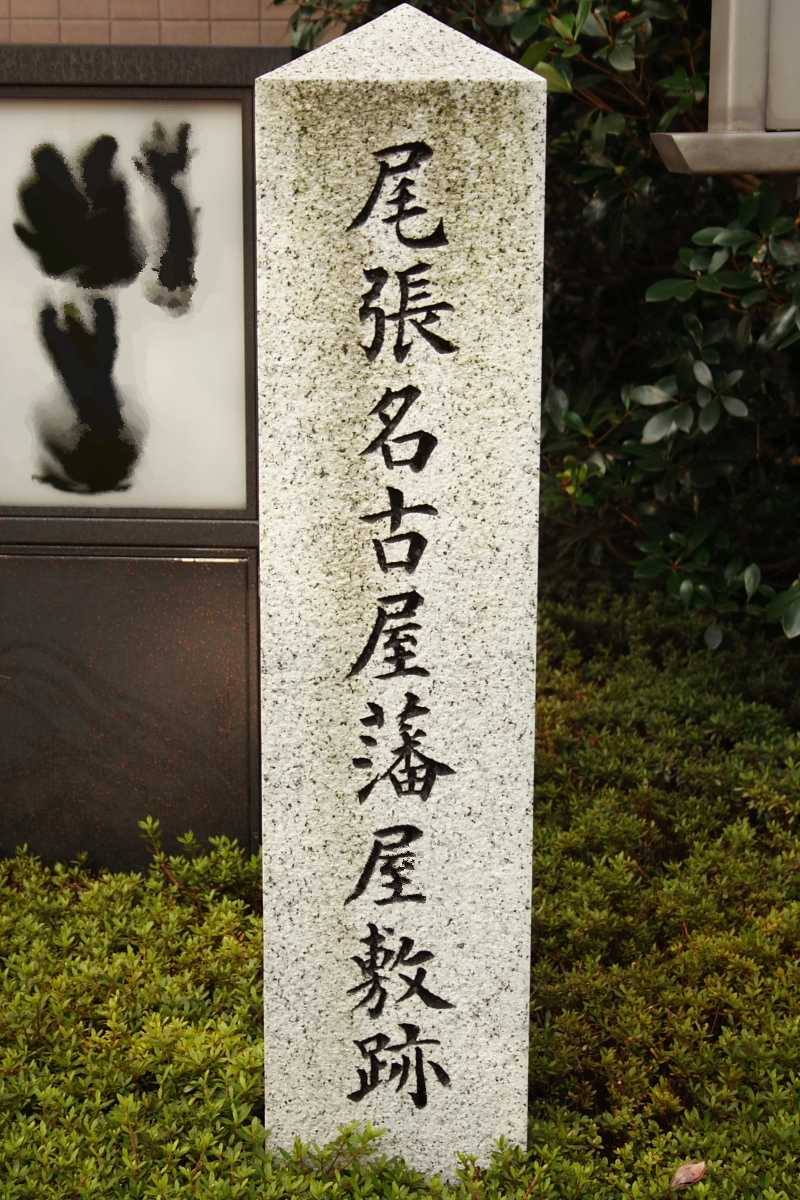
尾張名古屋藩屋敷跡の石碑
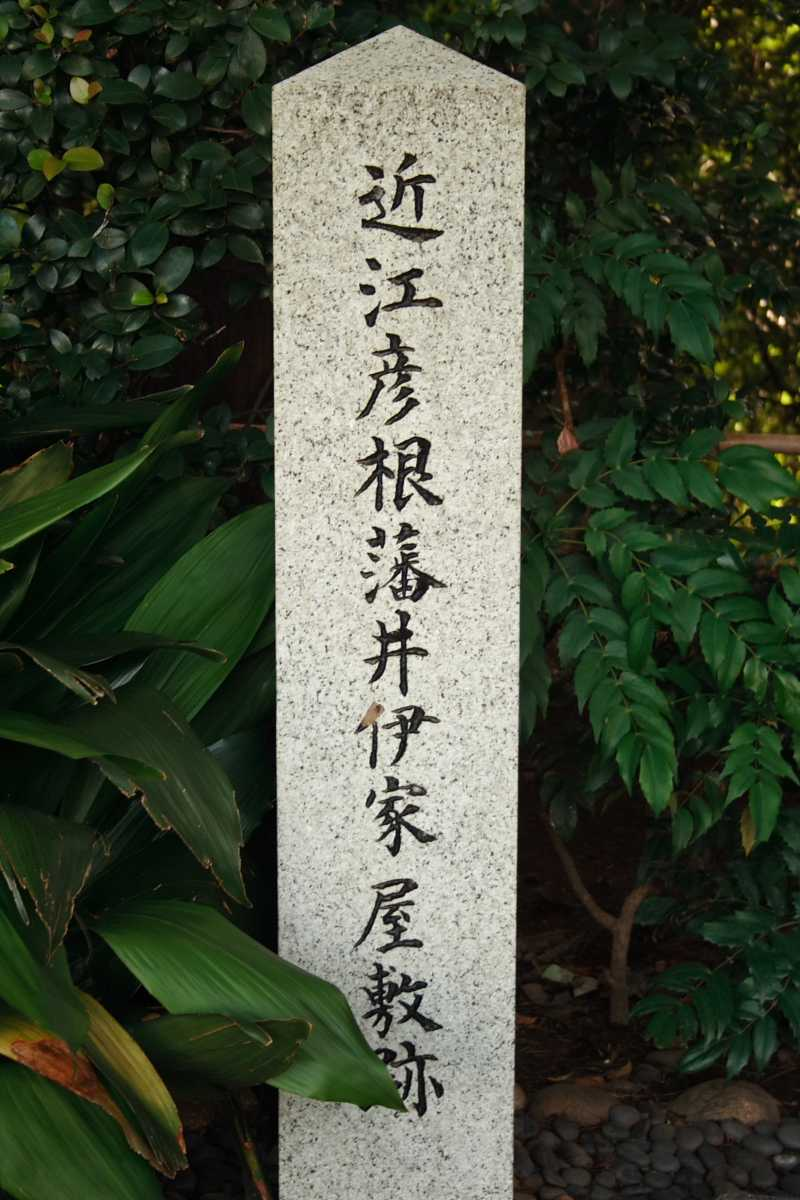
近江彦根藩井伊家屋敷跡の石碑